# 町本絵里
町本 絵里（まちもと えり、1983年8月14日 - ）は、日本のモデル、歌手、女優である。2004年（平成16年）の『ミス・ユニバース・ジャパン』である。所属事務所はアーブル。

## 人物
広島県福山市出身。広島県立府中高等学校を経て、日本大学経済学部卒業。兄が2人いる。
大学1回生のとき、ミスキャンパス「ミス日大」の受賞者となった。大学では産業経営学科に所属し、小林晃ゼミで貿易売買論を受講した。また、在学中には、イギリスのケンブリッジ大学へ短期留学した。
2004年（平成16年）、ミス・ユニバース・ジャパンで優勝し、エクアドルで開催された世界大会であるミス・ユニバース2004に日本代表として出場した。
2005年（平成17年）、『まだまだあぶない刑事』で映画初出演した。さらに、2006年（平成18年）2月22日には、ソニー・ミュージックエンタテインメントより歌手デビューした。
2007年（平成19年）、東映映画『エクステ』に出演。同時に映画主題歌「ハルカ」を担当し、同曲を含むミニアルバム『WORLD BEAUTY』をSMEレコードより発売した。

## ディスコグラフィー

### シングル
- VENUS JOURNEY/GO AWAY BOY（1st両A面、作詞：中山加奈子/作曲：岸谷香、2006年2月22日）

### アルバム
- WORLD BEAUTY（2007年2月14日）

1. ハルカ（作詞：町本絵里、映画『エクステ』の主題歌）
2. すみれの花の咲く頃に
3. Beddie Bye
4. VENUS JOURNEY
5. ひと雫

### 配信シングル
- 月の虹（作詞・作曲：町本絵里、2024年4月18日）
- 千年桜（作詞・作曲：町本絵里、2024年4月30日）

## 出演

### テレビ番組
- 深海魚（tvk、2006年）
- クイズ!紳助くん（朝日放送、2006年）
- VACANCES（TBS、2009年）
- 24時間テレビ（日本テレビ） - 2011年 広島テレビの募金レポーター
- MUSIC CUBE12（広島テレビ、2012年） - MC
- あさイチ（NHK総合テレビジョン、2017年1月26日）
- #くらしを遊ぼう! Presented by エディオン蔦屋家電（広島ホームテレビ、2018年10月 - 2019年9月 毎月第2・第4水曜） - ナビゲーター
- 恋とか愛とか（仮） Episode38 ｢感じる女｣（広島ホームテレビ、2018年11月 - 12月） - 主演・岡野すず 役
- 未来会議ショートフィルム「未来花」（広島ホームテレビ、2019年3月9日） - 田辺円香 役

### テレビドラマ
- CAとお呼びっ!（日本テレビ、2006年7月5日 - 2006年9月13日） - 戸田京子 役
- バンビ〜ノ! 第8話「デザートの魔法」(日本テレビ、2007年6月6日)
- シーラカンス殺人事件（フジテレビ、2009年11月27日）
- 相棒 Season 11 第12話「オフレコ」（テレビ朝日、2013年1月16日）
- 元町ロックンロールスウィンドル 第11話「さらば愛しき憎悪」（サンテレビ、2019年6月10日、監督：島田角栄） - 山口菜々 役
- タカラのびいどろ（CBCテレビ、2024年7月1日 - 2024年9月2日）

### 映画
- まだまだあぶない刑事（2005年10月22日公開、監督：鳥井邦男、配給：東映） - カバーガール
- エクステ（2007年2月17日公開、監督：園子温、配給：東映） - 幸田サチ 役
- パラレル（2009年3月14日公開、監督：武藤数顕、配給：ギャンビット） - 野口茜 役
- TOGETHER（2009年9月26日公開、監督：武藤数顕） - 飯島沙織 役
- デッド・フラワーズ（2020年3月14日公開、監督：島田角栄）- キヨミ 役
- いちばん逢いたいひと（2023年2月24日公開、監督：丈） - 柳井美佳 役
- BLUE ROSE（2025年2月15日限定先行公開、監督：青木俊樹）- 主演・藍香 役

### 舞台
- 『蟻の街のマリア』 - 主演・北原怜子 役
  - 新宿シアターモリエール・2009年9月
  - かながわアートホール・2009年10月
  - アサヒ・アートスクエア・2009年11月
  - 彩の国さいたま芸術劇場・2009年12月
  - 関内ホール・2010年1月（1月23日　北原怜子さん命日追悼公演）
  - 前進座劇場・2010年2月
  - ふくやま芸術文化ホール・2010年3月
  - カトリック赤羽教会・2010年5月（アジアとアフリカの子供達のためのチャリティー公演）
  - 聖心女子大学マリアンホール・2010年11月
- 『車椅子の結婚式』 - 主演・京谷陽子 役
  - 前進座劇場・2010年4月
  - 彩の国さいたま芸術劇場・2010年6月
  - 広島県民文化センターふくやま・2010年10月（チャリティー公演）
- 『アオイの花』 - 主演・坂下恵子 役
  - シアターグリーンBOX in BOX THEATER・2023年6月1日-6日
- 『夕凪の街 桜の国』（原作・こうの史代） - 平野フジミ 役
  - 広島県民文化センター 多目的ホール・2023年8月19日
  - 新国立劇場 小劇場・2023年9月1日-3日
- 『赤羽焼肉劇場』 - 主演・高倉マチコ 役
  - シアターグリーンBIG TREE THEATER・2024年9月4日-8日
- 『ジャガーの眼』- 第五十九回 紀伊國屋演劇賞 団体賞受賞 - 新宿梁山泊
  - 赤坂サカス広場特設紫テント・2024年10月14日-23日[2]
- 『愛の乞食』『アリババ』 - 新宿梁山泊
  - 花園神社 境内 特設紫テント・2025年5月1日 - 25日[3]

### CM
- サントリー　ファイナルファンタジーXII ポーション　“バトル篇”（2006年）
- スタジオグラフィコ　満腹30倍“空腹を打ち破れ!!篇”（2007年）
- 広島銀行　みんなの応援ソング“ハローローン篇”（2011年）
- Honda　Honda meets Music「西野カナ」編（2012年）
- 株式会社オガワ（2018年‐2021年）
- 新川ジュエリー（2019年‐）
- パーソナルダイエットジム NEXT BODY・SWITCH BODY（2019年‐）
- KIRIN「一番搾り」(2022年)
- 旭化成不動産レジデンス「ATLAS」(2022年)
- 株式会社エスコレ「子宮頸がん検診啓発」(2023年)
- 東京ドームシティ アトラクションズ（2023年）
- 映画鑑賞マナー動画（広島県内、2024年）

### 雑誌
- MORE（集英社）
- 25ans（アシェット婦人画報社）

### ラジオ
- 「みどりのオアシス」（FMふくやま、2020年-2021年 毎週水曜日9時～11時15分） - アシスタント＆パーソナリティ
- 「Hi!Five!」（FMふくやま、2021年 毎週金曜日17時～19時） - ミキサー＆パーソナリティ